# Université Victoria de Manchester
L'université Victoria de Manchester est une ancienne université fondée en 1851, fusionnée depuis 2004 dans l'université de Manchester avec l'Institut de sciences et technologies de l'université de Manchester.

## Histoire

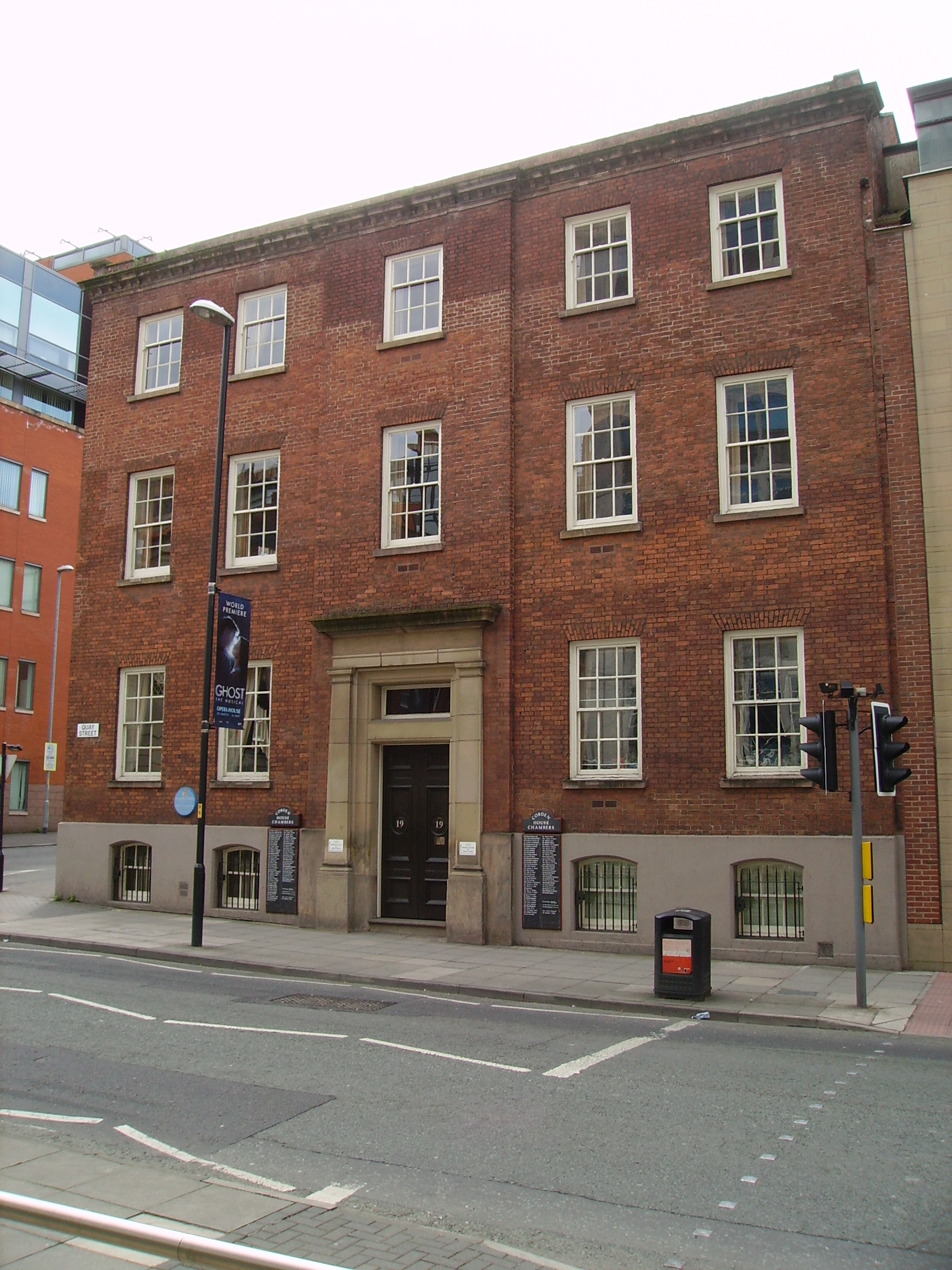
Owens College, installé dans l'ancien tribunal de Quay Street.

En 1851, un négociant en toile, John Owens, léguait 96 942 livres sterling pour créer à Manchester une école préparatoire à l’université. Owens College occupa d'abord l'ancien tribunal de la ville, la County Court dans Quay Street, dans l'ancienne résidence de Richard Cobden. Dès 1859, Owens College devint centre d'examen pour l'admission des candidats à l'université de Londres. En raison du nombre croissant des étudiants, un projet de transférer les salles de cours à Chorlton on Medlock voit le jour en 1871. L'institution confie ce projet d'un nouveau bâtiment à l'ouest d'Oxford Road, à l'architecte Alfred Waterhouse, et l'inauguration a lieu en 1873.
Owens College est le tout premier collège de l'université Victoria en 1880. En 1884, il est rejoint par l'University College Liverpool, et en 1887 par le Yorkshire College de Leeds. Mais en 1903, l'University College Liverpool s'en sépare pour former l'université de Liverpool, tandis que le Yorkshire College rejoint en 1904 l'université de Leeds.
La nouvelle université Victoria de Manchester est créée par charte royale le 15 juillet 1903 ; elle fusionne avec l'Owens College, par décret parlementaire, le 24 juin 1904. Pour donner aux cours imprimé de ses collègues une large audience dans le Commonwealth, l'historien James Tait fonde en 1904 les Manchester University Press, dans des bureaux de Lime Grove. La diffusion est confiée à la librairie Sherratt & Hughes de Manchester, puis à partir de 1914 jusqu'aux années 1930, à l'éditeur Longmans, Green & Co. Les éditions déménagent ensuite à plusieurs reprises : à Grove House, dans Oxford Road (1951), puis dans l’ancienne école dentaire et  enfin dans la faculté de médecine à Coupland Street.

## Personnalités liées à l'université
- Osborne Reynolds (1842-1912), ingénieur naval, inventeur du frein hydraulique et pionnier de l'étude des écoulements turbulents.
- Teresa Billington-Greig (1877-1964), suffragette, y étudia.
- Mabel Tylecote (1896-1987), personnalité politique et éducative, docteure honoris causa (1978)[6].
- Andrew Mawson (1954-), pair et entrepreneur social britannique.
- Nicholas Higham (né en 1961), spécialiste de l'analyse numérique des algorithmes.
- Phoebe Sheavyn, maître de conférences d'histoire, de 1907 à 1923.